# アルミカップ

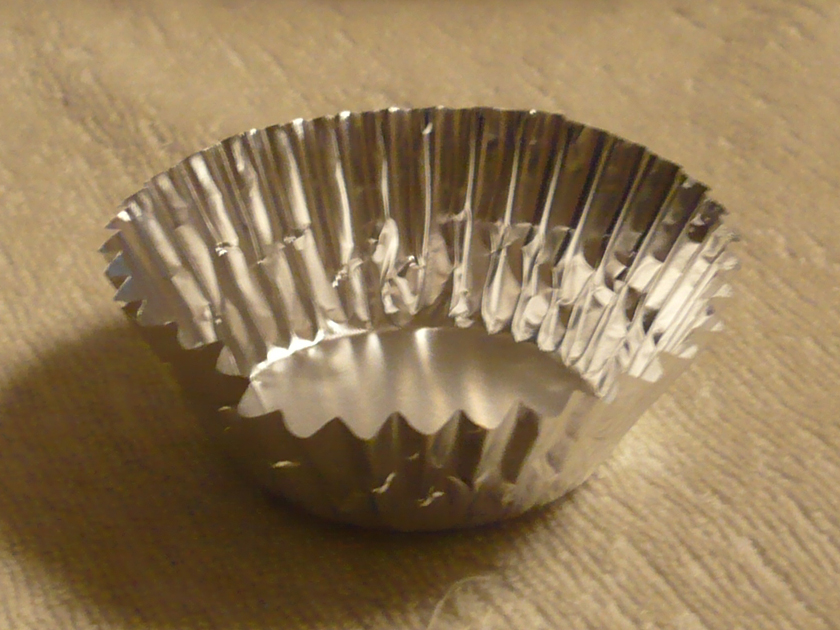
アルミカップ

アルミカップはアルミニウム製の小型容器で、弁当に料理を詰める際の仕切りやオーブンでの焼き菓子の調理などに用いられる。アルミ箔の加工品であり、ホイルカップあるいはホイルケースともいう。

## 概要
一般に底部は円形あるいは楕円形に近いものが多く、側面はひだ状になっている。アルミカップの間に合紙を挟んでいる「合紙入り」の製品と、合紙を挟んでいない「合紙なし」の製品がある。また、蓋付きの製品もある。製菓用にも用いられる。同様の形状で、紙製やプラスチック製のものも市販されている。

## 注意点
- アルミニウム製のため酸の強い食品を入れておくと腐食してしまい穴があいてしまうことがある。